# أولاد حمام
قرية أولاد حمام هي إحدى قرى مركز دمياط التابع لمحافظة دمياط بجمهورية مصر العربية، ومن أعلامها الدكتور شوقي ضيف الأمين العام السابق لمجمع اللغة العربية.

## التاريخ
قرية أولاد حمام من القرى الحديثة، وأصلها من توابع نواحي الظهرة حيث فصلت عنها سنة 1259 هـ باسم «عزبة أولاد حمام»، وفي سنة 1275 هجرية عُرفت باسمها الحالي.